# DR-Baureihe 06
Die Dampflokomotiven der Baureihe 06 waren Einheits-Schnellzuglokomotiven der Deutschen Reichsbahn (DR). Es waren die einzigen deutschen Lokomotiven mit der Achsfolge 2’D2’ (auch Northern genannt).

## Geschichte
Mit den beiden Lokomotiven der Baureihe 06 der Firma Krupp wurden 1939 die leistungsfähigsten, größten und schwersten Schnellzuglokomotiven der Deutschen Reichsbahn in Betrieb genommen. Die Fahrzeuge waren für den schweren Schnellzugdienst in hügeligem Gelände konstruiert, das Leistungsprogramm sah die Beförderung von 650 t mit 120 km/h vor. Auf Steigungen von 1:100 sollten noch 60 km/h gehalten werden.
Die Baureihe 06 erhielt den Kessel der Baureihe 45 und viele mit der Baureihe 41 gleiche Bauteile. Das Fahrwerk mit vier Kuppelachsen hatte einen festen Achsstand von 6,75 m.
Die beiden Lokomotiven mit den Betriebsnummern 06 001 und 06 002 waren mit Schlepptendern der Bauart 2’3 T 38 St. ausgestattet.
Im Versuchsbetrieb wurde den Fahrzeugen eine bemerkenswerte Leistungsfähigkeit und Laufruhe bescheinigt. Jedoch neigten die Lokomotiven aufgrund des langen Laufwerkes in engen Weichenbögen zu Entgleisungen. Ebenso wie bei der Baureihe 45 kam es bei den Kesseln zu Rissbildungen, Rohrlaufen und abgerissenen Stehbolzen, sodass die Lokomotiven vor Messwagen oder Planzügen nicht überzeugen konnten. Das lag daran, dass die Feuerbüchse im Verhältnis zur Heizrohrlänge zu klein war, und damit überlastet werden musste.

## Konstruktive Merkmale
Die Radsatzfahrmasse konnte zwischen 18 und 20 Tonnen verstellt werden. Der Langkessel bestand aus zwei Schüssen. Zunächst wurden Kessel aus Stahl der Klasse St47K gefertigt, die aber wegen ihrer Sprödigkeit noch vor Einbau verschrottet und durch Kessel aus normalen Stahl ersetzt wurden. Die Lokomotiven hatten eine stromlinienförmige Verkleidung, die nur Teile des Triebwerks aussparte.   

## Einsatz
Die 06 001 wurde im März 1939 abgeliefert und im Juni abgenommen. Die 06 002 wurde zunächst dem Versuchsamt Grunewald zugewiesen und erst im Juni 1940 abgenommen. Beide Lokomotiven wurden 1940 dem Bw Frankfurt (Main) 1 zugewiesen, 1944 dem Bw Hanau. Nach Kriegsschäden an der 06 002 wurden beide Lokomotiven abgestellt. Ohne wieder in Betrieb genommen worden zu sein, wurden sie am 14. November 1951 ausgemustert.  

## Verbleib
Wegen des Zweiten Weltkrieges blieb es bei den zwei Fahrzeugen. Nach dem Krieg war kein Bedarf an Lokomotiven dieser Größenordnung vorhanden, sodass eine notwendige konstruktive Überarbeitung oder Nachbestellung unterblieb. Beide als Fehlkonstruktion geltenden Maschinen wurden von der Deutschen Bundesbahn (DB) 1951 in Frankfurt am Main ausgemustert und verschrottet, da die DB die Neubekesselung abgelehnt hatte.